# Ритхайм
Ритхайм (нем. Rietheim AG) — населённый пункт, бывшая коммуна в округе Цурцах кантона Аргау в Швейцарии.
1 января 2022 года бывшие коммуны Бад-Цурцах, Бальдинген, Бёбикон, Кайзерштуль, Рекинген, Ритхайм, Рюмикон и Висликофен объединились в новую коммуну Цурцах.
Население составляет 709 человек (на 31 декабря 2007 года). Официальный код — 4316.

## История
Ритхайм впервые упоминается в 1239 году как Ритейн. В 13 веке упоминается дворянский род Ритеймов. Деревня принадлежала двору Клингнау, который с 1415 по 1798 год находился в ведении высокого двора Бадена. Право низшей инстанции принадлежало епископу Констанцскому и осуществлялось аббатством Цурцах. Во время протестантской Реформации большинство граждан перешло в новую веру.
В 1915 году швейцарская Sodafabrik (переименованная в Solvay в 1922 году) получила концессию на добычу соли в Ритеймерфельде. Проект был заброшен в начале 1960-х годов из-за сильного проседания грунта. С 1876 года Ритхайм получил железнодорожную станцию и был соединён с линией Кобленц — Винтертур. В 1977 году для младших классов было построено новое здание школы.
Раньше в деревне преобладало сельское хозяйство и виноградарство, но в начале 21 века она стала жилым пригородом.